# إيفز بايو (فلم)
إيفز بايو (بالإنجليزية: Eve's Bayou)، هُو فيلم دراما أمريكي صدر سنة 1997 وأخرجه كاسي ليمونز. الفيلم من بطولة كُل من صامويل جاكسون وليزا كارسون وجورني سموليت-بيل ولين وايتفيلد وديبي مورغان وميجان جود وكارول جونسون.

## وصلات خارجية
- إيفز بايو على موقع IMDb (الإنجليزية)
- إيفز بايو على موقع ميتاكريتيك (الإنجليزية)
- إيفز بايو على موقع روتن توميتوز (الإنجليزية)
- إيفز بايو على موقع نتفليكس (الإنجليزية)
- إيفز بايو على موقع ألو سيني (الفرنسية)
- إيفز بايو على موقع أول موفي (الإنجليزية)
- إيفز بايو على موقع بوكس أوفيس موجو (الإنجليزية)
- إيفز بايو على موقع فيلمافينيتي (الإسبانية)
- إيفز بايو على موقع قاعدة بيانات الأفلام السويدية (السويدية)
- إيفز بايو على موقع قاعدة بيانات الفيلم (الإنجليزية)